# Krzysztof Wojciechowski
Krzysztof Wojciechowski (* 18. září 1956 Varšava) je polský filozof, sociolog a sociální aktivista.

## Život
Narodil se do rodiny Františka (Franciszek) a Haliny, rozené Rymszewicz. Vystudoval gymnázium Zygmunt Modzelewski, které je zaměřené na rozšířené vyučování německého jazyka, a následně pokračoval na Varšavské univerzitě v oborech filozofie a sociologie. Vysokoškolská studia dokončil promocí s vyznamenáním roku 1979 a v tomtéž roce se oženil s Evou-Marií pocházející z německého Berlína. Do manželství se narodily dvě děti.
Na začátku října (prvního toho měsíce) nastoupil na Fakultu sociálních věd Varšavské univerzity. O deset let později (1989) zde získal doktorát a na škole vydržel do roku 1991. Již o rok dříve s celou svojí rodinou přesídlil do Berlína. Ve Frankfurtu nad Odrou se podílel na založení Evropské univerzity Viadrina a ve městě od rozvodu s první manželkou žije. Od října 2001 zastával pozici šéfredaktorem publikací uskupení Collegium Polonicum, v rámci něhož funguje i Evropské vědecké centrum Viadrina, jehož činnost Wojciechowski mezi roky 2000 a 2007 koordinoval. Dále založil Nadaci Collegium Polonicum a stal se předsedou její správní rady.
Dne 25. června 2005 se oženil s Monikou Sękiewiczovou a ze svazku vzešly dvě děti. Téhož roku mu předseda braniborské vlády udělil evropský diplom, dále roku 2012 získal zlatou medaili za zásluhy univerzity Viadrina a o rok později (2013) mu polský prezident udělil stříbrný záslužný kříž.